# Metallische Bindung
Als metallische Bindungen oder Metallbindungen bezeichnet man die chemischen Bindungen, die in Metallen und in Legierungen vorliegen. Diese Bindungsart ist durch das Vorhandensein von frei  beweglichen (delokalisierten) Elektronen gekennzeichnet. Die Elektronen sind frei beweglich in einem Metallgitter, gebildet aus den als dichte Kugelpackung angeordneten Metallkationen, die sich leicht gegeneinander verschieben lassen. Diese Anordnung der Elementarteilchen ist für die makroskopischen Eigenschaften der Metalle, d. h. für die  elektrische Leitfähigkeit, für den metallischen Glanz und die Duktilität (Schmiedbarkeit bzw. Verformbarkeit), verantwortlich und wird durch elektrostatische Anziehungskräfte zwischen Metallionen und freien Elektronen stabilisiert.
Die vorgenannten Eigenschaften von Metallen entstehen erst durch diese spezielle Art der chemischen Bindung; Einzelatome dieser Elemente haben diese Eigenschaften nicht. Da aber Glanz und Duktilität auch bei nichtmetallischen Stoffen auftreten können, ist die notwendige Bedingung dafür, dass bei einem Material (Metall, Legierung oder intermetallische Phase) tatsächlich ein metallischer Leiter vorliegt, der Nachweis eines negativen Temperaturkoeffizienten der elektrischen Leitfähigkeit, d. h., dass sich bei dem fraglichen Material die elektrische  Leitfähigkeit bei Temperaturerhöhung verschlechtern muss.

## Entstehung

Metallgitter: positive Atomrümpfe umgeben von frei beweglichen Elektronen

Die Entstehung der metallischen Bindung veranschaulicht man sich nach dem einfachen Elektronengasmodell folgendermaßen: Außenelektronen (Valenzelektronen) der Metalle, die sich auf der äußersten Schale befinden, sind nur schwach gebunden und können daher leicht vom Atom abgetrennt werden. Im Metall bildet sich deshalb ein Gitter aus (periodisch angeordneten) positiv geladenen Metallionen, den sogenannten Atomrümpfen, welche jeweils die Rumpfladung tragen. Die abgegebenen Außenelektronen sind nun nicht mehr einem einzelnen Atom zugeordnet und können sich innerhalb des Gitters nahezu frei bewegen. Man spricht von einem Elektronengas oder einer Elektronengaswolke. Das Elektronengas lässt sich als Fermigas (nach dem italienischen Physiker Enrico Fermi) beschreiben. Als Folge der elektrostatischen Anziehung zwischen den Atomrümpfen und dem Elektronengas erhält man eine ungerichtete Bindung zwischen den Atomrümpfen und den Elektronen. Die delokalisierten Elektronen bewirken eine gute elektrische Leitfähigkeit und eine hohe Wärmeleitfähigkeit der Metalle, die mit steigender Temperatur abnimmt. Grund dafür sind die mit der Temperatur zunehmenden Gitterschwingungen (Phononen), an welchen die Ladungsträger mit steigender Temperatur immer stärker streuen. Allerdings kann das einfache Elektronengasmodell keine quantitativen Aussagen beispielsweise zur elektrischen Leitfähigkeit machen.
Das quantenmechanische Bändermodell stammt aus der Molekülorbitaltheorie und ist dementsprechend komplexer. Es liefert aber zuverlässige quantitative Aussagen zu elektrischer Leitfähigkeit, Wärmeleitfähigkeit, dem Photoelektrischen Effekt und vielen anderen messbaren Phänomenen.
In beiden Modellen bilden die positiv geladenen Atomrümpfe ein sogenanntes Metallgitter (Metallkristall), in dem sie analog zum Ionengitter periodisch angeordnet sind. Dabei sind verschiedene Gittertypen möglich. Ein kubisch flächenzentriertes Gitter, auch kubisch dichteste Packung genannt, tritt bei den Alkali- und Erdalkalimetallen, Aluminium sowie den Platinmetallen und den Münzmetallen Kupfer, Silber und Gold auf. Charakteristisch für dieses Gitter ist die hohe Duktilität (Verformbarkeit) der Metalle. Dabei können die Atomrümpfe gegeneinander verschoben werden, ohne dass eine Abstoßung dieser erfolgt. Der Zusammenhalt wird durch die delokalisierten Elektronen realisiert. Das alternative hexagonal flächenzentrierte Gitter, auch hexagonal dichteste Kugelpackung genannt, tritt u. a. bei den recht spröden Metallen Magnesium, Titan, Cobalt und Zink auf. Für Übergangsmetalle ist aufgrund der gerichteten Bindung zwischen den d-Orbitalen auch das raumzentrierte kubische Gitter stabil, die wichtigsten Vertreter dieser sehr spröden und harten Metalle sind Wolfram, Chrom und Eisen (reines Gusseisen ist spröde). Andere Gittertypen sind bei unlegierten Metallen eher selten.

## Auftreten
Eine reine metallische Bindung tritt bei metallischen Elementen (Metallen) und Legierungen (Mischungen von Metallen) auf. Andersartige metallische Festkörper weisen Mischformen von chemischen Bindungen auf. Einige Salze zeigen z. B. eine Übergangsform zwischen ionischer und metallischer Bindung, da diese metallisch glänzen, aber farbig sind, bzw. Strom nur in eine Richtung gut leiten (eindimensionale Metalle). Es ist aber auch gelungen, Kunststoffe (Polymere, die normalerweise durch kovalente Bindung gekennzeichnet sind) mit metallischen Eigenschaften herzustellen. Hier wurden delokalisierte Elektronen in die Substanz durch das gezielte Einfügen von Doppelbindungen „eingebaut“. Bei sehr hohem Druck kann sogar der normalerweise gasförmige Stoff und elektrische Isolator Wasserstoff (H2) metallische Eigenschaften annehmen. Man nimmt an, dass dieser metallische Wasserstoff zum Beispiel in den „Gasriesenplaneten“ Jupiter und Saturn vorkommt.
Dadurch wird deutlich, dass die Ausdrücke kovalente Bindung, ionische Bindung und metallische Bindung zwar leichter verständlich sind, aber für Zwischenbereiche die Molekülorbitaltheorie bessere Beschreibungen und Vorhersagen treffen kann.